# Джо Ло Тругліо
Джозеф (Джо) Ло Тругліо (англ. Joseph 'Joe' Lo Truglio, нар. 2 грудня 1970, Квінз, Нью-Йорк) — американський актор. Найбільш відомий за роллю детектива Чарльза Бойла в ситкомі «Бруклін 9-9». Ло Тругліо також знявся в багатьох повнометражних фільмах, серед яких «Спекотне американське літо», «Суперперці», «Прибулець Павло», «Дорослі забави» і «Жага мандрів».

## Ранні роки та освіта
Джо Ло Тругліо народився у Квінзі в Нью-Йорку в родині з італійським і ірландським корінням. Італійською мовою прізвище актора вимовляється як «Ло Трульйо», проте його «американський варіант» вимовляється як «Ло Траґліо». Він виріс в Магрейті у Флориді і закінчив Старшу школу Коконат Крік, а потім відвідував Нью-Йоркський університет.

## Особисте життя
19 квітня 2014 року Ло Тругліо одружився з акторкою Бет Довер (англ. Beth Dover, нар. 29 серпня 1978), з якою був заручений з 2013 року. Вони разом знялися в епізоді «Стильний наречений» телесеріалу «Бруклін 9-9».

## Фільмографія

### Актор
| Рік       |    | Українська назва                                | Оригінальна назва                                  | Роль                                                                             |
| --------- | -- | ----------------------------------------------- | -------------------------------------------------- | -------------------------------------------------------------------------------- |
| 2013—2019 | с  | Бруклін 9-9                                     | Brooklyn Nine-Nine                                 | Чарльз Бойл (основна роль)                                                       |
| 2018      | ф  | Безглуздий і дурний жест                        | A Futile and Stupid Gesture                        | Бред                                                                             |
| 2017      | с  |                                                 | Easy                                               | Майк (1 епізод)                                                                  |
| 2017      | с  |                                                 | Do You Want to See a Dead Body?                    | камео (1 епізод)                                                                 |
| 2017      | с  | Дайс                                            | Dice                                               | Роджер (1 епізод)                                                                |
| 2017      | с  | Гаряче американське літо: 10 років по тому      | Wet Hot American Summer: Ten Years Later           | Ніл (4 серії)                                                                    |
| 2017      | мс | Тварини                                         | Animals.                                           | Gigglepuss / Father Anthony (голоси)                                             |
| 2017      | ф  | Відіграйся                                      | Win It All                                         | Рон                                                                              |
| 2013—2016 | с  | П'яна історія                                   | Drunk History                                      | Джон Адамс (2 епізоди), Аль Капоне, Боб Палумбо, Пол Кашинг Чайлд (по 1 епізоду) |
| 2016      | с  | Новенька                                        | New Girl                                           | Чарльз Бойл                                                                      |
| 2012—2016 | мс | Закусочна Боба                                  | Bob's Burgers                                      | Брайс, Карл, Лайонел (4 епізоди, голоси)                                         |
| 2015      | кф | Три рози                                        | Three Roses                                        | Тим                                                                              |
| 2015      | с  | Гаряче американське літо: Перший день табору    | Wet Hot American Summer: First Day of Camp         | Ніл (5 епізодів)                                                                 |
| 2015      | ф  | Дівчина після розлучення                        | The Breakup Girl                                   | Стів                                                                             |
| 2015      | с  | -                                               | Scheer-RL                                          | Марк Волберг (1 епізод)                                                          |
| 2015      | ф  | Ідеальний голос 2                               | Pitch Perfect 2                                    | Tone Hangers                                                                     |
| 2015      | ф  | Лицар кубків                                    | Knight of Cups                                     | гість                                                                            |
| 2014      | ф  | Кращий ти                                       | A Better You                                       | лікар Мілнер                                                                     |
| 2014      | с  |                                                 | Beef                                               | Менні                                                                            |
| 2014      | ф  | Що сталося минулої ночі                         | About Last Night                                   | Раян Келлер                                                                      |
| 2014      | ф  | Одружити Беррі                                  | Someone Marry Barry                                | Семмі                                                                            |
| 2013      | с  | Вогонь кохання                                  | Burning Love                                       | Алекс (23 епізоди)                                                               |
| 2013      | кф |                                                 | Rock and Roll Legends Present: Islands             | Джейсон Дейвіс                                                                   |
| 2013      | с  |                                                 | Comedy Bang! Bang!                                 | Стен Коуплз (1 епізод)                                                           |
| 2013      | с  |                                                 | NTSF:SD:SUV                                        | Нейт Мангус (1 епізод)                                                           |
| 2013      | с  | Родинне дерево                                  | Family Tree                                        | продавець сувенірів (1 епізод)                                                   |
| 2013      | с  | Ті самі дні (Інший час)                         | Another Period                                     | Віктор (1 епізод)                                                                |
| 2013      | с  | Спільнота                                       | Community                                          | Марк (2 епізоди)                                                                 |
| 2012      | с  |                                                 | Escape My Life                                     | Беррі (3 епізоди)                                                                |
| 2011—2012 | с  | Вільні агенти                                   | Free Agents                                        | Волтер (8 серій)                                                                 |
| 2012      | с  |                                                 | Wedding Band                                       | Боббі (1 епізод)                                                                 |
| 2012      | с  | Як я зустрів вашу маму                          | How I Met Your Mother                              | Ганівел (2 серії)                                                                |
| 2012      | ф  | Ральф-руйнівник                                 | Wreck-It Ralph                                     | Марковські (голос)                                                               |
| 2012      | мс | Робоцип                                         | Robot Chicken                                      | Тед Логан / батько (голоси, 1 епізод)                                            |
| 2012      | ф  | Ідеальний голос                                 | Pitch Perfect                                      | Clef #1                                                                          |
| 2012      | ф  | Мій дядько Рафаель                              | My Uncle Rafael                                    | панотець Джим                                                                    |
| 2012      | ф  |                                                 | Trading Up: Behind the Green Door                  | Донні Несміт                                                                     |
| 2012      | мс | Американський тато!                             | American Dad!                                      | Фредді (голос, 2 епізоди)                                                        |
| 2012      | ф  | Королеви кантрі                                 | Queens of Country                                  | Пенні Макінтайр                                                                  |
| 2012      | ф  | Оголена спокуса                                 | Wanderlust                                         | Вейн                                                                             |
| 2012      | с  |                                                 | Acting Like Children                               |                                                                                  |
| 2010—2011 | с  |                                                 | Backwash                                           | Поліціант Боббі Блікер (5 серій)                                                 |
| 2011      | с  |                                                 | Unleashed                                          | Ґлен (1 епізод)                                                                  |
| 2008—2011 | с  | Дитяча лікарня                                  | Childrens Hospital                                 | лікар Антоніо Зарала (голос, 1 епізод) / Шейн (1 епізод)                         |
| 2011      | кф |                                                 | Audio Tour                                         |                                                                                  |
| 2011      | ф  | Шосе                                            | High Road                                          | поліціант Фоґерті                                                                |
| 2011      | с  | Божевільне кохання                              | Mad Love                                           | Нік (1 епізод)                                                                   |
| 2010—2011 | с  | Ґлен Мартин, дантист                            | Glenn Martin DDS                                   | різні голоси (5 епізодів): Оуен Гершберг, бандит, Гербі, поліціант, Спайк        |
| 2011      | ф  | Прибулець Павло                                 | Paul                                               | О'Рейлі                                                                          |
| 2011      | кф |                                                 | Inside Out                                         | Ден Скватовські                                                                  |
| 2010      | ф  | Мандри Гулівера                                 | Gulliver's Travels                                 | Butt-crack Man                                                                   |
| 2010      | с  | Джейсон Неш одружений (короткометражний серіал) | Jason Nash Is Married                              | Шейн (1 епізод)                                                                  |
| 2010      | с  | Сини Тусона                                     | Sons of Tucson                                     | Ґлен (5 епізодів)                                                                |
| 2005—2009 | с  | Ріно 911                                        | Reno 911!                                          | помічник шерифа Френк Ріццо (15 епізодів), продавець (1 епізод)                  |
| 2009      | с  | Гарячі дівки                                    | Hot Sluts                                          | кур'єр (1 епізод)                                                                |
| 2009      | с  |                                                 | Party Down                                         | Донні (1 епізод)                                                                 |
| 2009      | с  | Купідон                                         | Cupid                                              | Джиммі (1 епізод)                                                                |
| 2009      | ф  | Люблю тебе, чувак                               | I Love You, Man                                    | Лонні                                                                            |
| 2009      | ф  | Фанати                                          | Fanboys                                            | тюремний охоронець                                                               |
| 2008      | с  | Шоу Сари Сільверман                             | The Sarah Silverman Program                        | Кеннет (1 епізод)                                                                |
| 2008      | ф  | Дорослі забави                                  | Role Models                                        | Кузик                                                                            |
| 2008      | с  | Дні Вейні                                       | Wainy Days                                         | 3 епізоди: Клервіс, поліціант, Роджер                                            |
| 2008      | ф  | Ананасовий експрес                              | Pineapple Express                                  | пан Едвардс                                                                      |
| 2008      | с  | Жахливі люди                                    | Horrible People                                    | Біллі (10 епізодів)                                                              |
| 2007      | ф  | Суперперці                                      | Superbad                                           | Френсіс, водій                                                                   |
| 2007      | с  | Кларк і Майкл                                   | Clark and Michael                                  | співробітник продуктового магазину                                               |
| 2007      | ф  |                                                 | Puberty: The Movie                                 | Герман Ґолдберг                                                                  |
| 2007      | ф  | Ріно 911: Маямі                                 | Reno 911!: Miami                                   | власник тату-салогу                                                              |
| 2007      | ф  | Десять заповідей                                | The Ten                                            | Пол Мардіно                                                                      |
| 2006      | ф  | Пивна ліга                                      | Artie Lange's Beer League                          | Дейв                                                                             |
| 2005      | ф  | Свині                                           | The Pigs                                           | Гел                                                                              |
| 2005      | вг |                                                 | Grand Theft Auto: Liberty City Stories             | Вінченцо Кіллі (голос)                                                           |
| 2005      | вг |                                                 | The Warriors                                       | Вермін / Берді (голоси)                                                          |
| 2005      | с  | Дешеві місця: Без Рона Паркера                  | Cheap Seats: Without Ron Parker                    | Террі Боркін (1 епізод)                                                          |
| 2005      | с  | Стелла                                          | Stella                                             | Енсель (1 епізод)                                                                |
| 2005      | ф  | Бакстер                                         | The Baxter                                         | Барний Бакстер                                                                   |
| 2005      | ф  |                                                 | Stricken                                           | Джо                                                                              |
| 2005      | ф  | Метод Хітча                                     | Hitch                                              | любитель музики                                                                  |
| 2004      | вг |                                                 | Grand Theft Auto: San Andreas                      | голоси пішоходів                                                                 |
| 2003      | ф  | Остання людина, яка працює                      | Last Man Running                                   | Чуч                                                                              |
| 2003      | ф  | Станційний доглядач                             | The Station Agent                                  | Денні                                                                            |
| 2002      | в  |                                                 | Stella Shorts 1998-2002                            | Джонсон, індіанець, футболіст та інші ролі                                       |
| 2002      | с  | Третя зміна                                     | Third Watch                                        | Фальшивий Берні (1 епізод)                                                       |
| 2002      | с  | Учительська                                     | Teacher's Lounge                                   | Гері Маленда                                                                     |
| 2001      | ф  | Гаряче американське літо                        | Wet Hot American Summer                            | Ніл                                                                              |
| 2000      | с  |                                                 | TV Funhouse                                        | посильний (1 епізод)                                                             |
| 2000      | с  | Закон і порядок                                 | Law & Order                                        | поліціант (1 епізод)                                                             |
| 1999      | с  |                                                 | Upright Citizens Brigade                           |                                                                                  |
| 1998      | кф | Помаранчеві квартали                            | Orange Quarters                                    | додаткові голоси                                                                 |
| 1997      | ф  |                                                 | Naked in the Cold Sun                              |                                                                                  |
| 1993—1995 | с  | Держава                                         | The State                                          | різні ролі (27 епізодів)                                                         |
| 1995      | в  |                                                 | MTV: The State, Skits and Stickers                 | різні ролі                                                                       |
| 1995      | тф |                                                 | The State's 43rd Annual All-Star Halloween Special | різні ролі                                                                       |
| 1993      | кф | Офіціанти                                       | The Waiters                                        | різні ролі                                                                       |
| 1992      | с  | Ти написав, ти і дивись                         | You Wrote It, You Watch It                         | різні ролі                                                                       |
| 1992      | кф |                                                 | Aisle Six                                          | Пет                                                                              |

### Режисер, продюсер
| Рік  |    | Українська назва | Оригінальна назва | Роль                             |
| ---- | -- | ---------------- | ----------------- | -------------------------------- |
| 2014 | с  |                  | Beef              | виконавчий продюсер              |
| 2009 | с  | Гарячі дівки     | Hot Sluts         | виконавчий продюсер (5 епізодів) |
| 2008 | с  | Жахливі люди     | Horrible People   | продюсер (10 епізодів)           |
| 2007 | с  | Дні Вейні        | Wainy Days        | режисер (1 епізод)               |
| 1992 | кф |                  | Aisle Six         | співредактор                     |